# Ney, Jura
Ney là một xã trong vùng hành chính Franche-Comté, thuộc tỉnh Jura, quận Lons-le-Saunier (quận), tổng Champagnole. Tọa độ địa lý của xã là 46° 44' vĩ độ bắc, 05° 53' kinh độ đông. Ney nằm trên độ cao trung bình là 530 mét trên mực nước biển, có điểm thấp nhất là 489 mét và điểm cao nhất là 719 mét. Xã có diện tích 7.26 km², dân số vào thời điểm 2004 là 589 người; mật độ dân số là 81 người/km².

## Thông tin nhân khẩu
| 1962 | 1968 | 1975 | 1982 | 1990 | 1999 |
| ---- | ---- | ---- | ---- | ---- | ---- |
| 356  | 459  | 580  | 541  | 541  | 577  |

## Địa điểm tham quan
Nhà thờ của Ney được xây trong thế kỉ thứ 18.